# Jet Berdenis van Berlekom
Henriette (Jet) Berdenis van Berlekom Macey (Hoogeveen, 9 september 1920 – Erickson (Manitoba, Canada), 23 april 2010) was een Nederlands verzetsstrijdster in de Tweede Wereldoorlog. 
In de Tweede Wereldoorlog werkte Berdenis van Berlekom in het door haar vriendin Trui van Lier opgerichte Utrechtse kindertehuis Kindjeshaven. Samen met Van Lier redde ze ongeveer 150 Joodse kinderen. Ze ontving hiervoor de Israëlische Jad Wasjem-onderscheiding.
Jet Berdenis van Berlekom huwde na de oorlog de Canadese militair John Ainslie Macey en emigreerde in 1946 naar Canada. Daar overleed ze in 2010 op 89-jarige leeftijd.
In Utrecht is de Jet Berdenis van Berlekomhof naar haar genoemd.